# Глушков (село)
Глушков (укр. Глушків) — село в Городенковской городской общине Коломыйского района Ивано-Франковской области Украины.
Население по переписи 2001 года составляло 1171 человек. Занимает площадь 14,418 км². Почтовый индекс — 78127. Телефонный код — 03430.

## Религия
Церковь Святого Архистратига Михаила
Настоятели: Остап Осадчук 2007;Роман Лапчинский

## Известные люди
- Епископ Василий (ивасюк) посетил село с визитацией в честь празднования 160-ти лет со дня постройки храма[2]